# Jail Break
Jail Break ist ein Arcade-Spiel des Genres Shoot ’em up, das 1986 von Konami entwickelt wurde.

## Spielbeschreibung
In einem Gefängnis findet eine Revolte statt. Der Gefängniswärter ist von den Häftlingen entführt worden und muss befreit werden. Der Spieler steuert einen Polizisten, der sich in diesem horizontal scrollenden Shoot ’em up nach rechts durchkämpfen muss. Die Häftlinge (in gestreifter Gefängniskleidung und Kugelkette am Fuß) müssen erschossen werden; die männlichen und weiblichen Geiseln dürfen dabei nicht getroffen werden, da sonst die zusätzlichen Waffen verloren gehen.

### Waffen
Zunächst gibt es als Waffe lediglich eine Pistole, später kommen eine Bazooka und eine Tränengas-Waffe hinzu, wenn Geiseln befreit werden.

### Level
Anfangs finden die Kämpfe auf einer Straße mit Häuserzeilen im Norden statt, im weiteren Verlauf verändert sich der Hintergrund in einen Park, eine Brücke und schließlich wieder dem Gefängnis.

## Erfolg
Das Spiel verfügt über eine verhältnismäßig hohe KI (Künstliche Intelligenz), sowie Sprachausgabe und Easter Eggs. In der Killer List of Videogames belegt der Automat in der Raritätswertung Platz 22 (von über 21.000 Spielen), welches jedoch nichts über die Beliebtheit des Spieles und der Portierungen aussagt.

## Portierungen
- Commodore 64 (1986) Sprachausgabe nur in Ladegrafik
- ZX Spectrum (1987)
- Amstrad CPC (1987)